# 布蕾迪·田内尔
布蕾迪·田内尔（英語：Bradie Tennell，1998年1月31日—），美国花样滑冰运动员，2018年冬季奥运会团体铜牌得主、2019年世界团体锦标赛金牌得主、2020年四大洲锦标赛女子单人滑铜牌得主、2021年世界团体锦标赛银牌得主。